# 大場四千男
大場 四千男（おおば よしお、1943年〈昭和18年〉 - ）は、日本の経営学者。経済学博士（法政大学）。現在、北海学園大学名誉教授。
東京都出身。1965年（昭和40年）法政大学経済学部卒業。1970年（昭和45年）北海学園大学経済学部講師。1973年（昭和48年）法政大学大学院社会科学研究科経済学専攻博士課程単位取得満期退学。1977年（昭和52年）北海学園大学経済学部助教授。1981年（昭和56年）同経済学部教授を経て、2003年（平成15年）同経営学部教授・大学院経営学研究科教授。2014年北海学園大学定年退職 。北海学園大学開発研究所客員研究員。
専門は、経営史学や人類経営学、日本の歴史の経営学的分析など。

## 主著
- 『日本経営史』（杉山書店、1981年）
- 『経営史学 : 日米比較史』（杉山商店, 1991年）
- 『日本自動車産業の成立と自動車製造事業法の研究(SBC学術文庫 ; 77)』（信山社出版、2001年）
- 『太平洋戦争期日本自動車産業史研究』（北樹出版、2002年）
- 『戦時期日本資本主義の戦略と組織』（北樹出版、2003年）
- 『日本の西洋化と太平洋戦争への道』（北樹出版、2003年）
- 『北海道アイヌの人類経営学序説 : 魂の響き身体の響き』（北海道出版企画センター、2009年）
- 『経営史概説 : 石炭・綿/自動車・石油/現代産業革命』（北海道出版企画センター、2009年）